# ATP Световен Тур 2013
ATP Световен Тур 2013 е последователност от тенис турнири организирани от Асоциацията на тенис професионалистите за сезон 2013. ATP Световен Тур 2013 включва четирите турнира от Големия шлем, турнирите от сериите Мастърс, 500, 250, Купа Дейвис и Тенис Мастърс Къп. В календара на Тура фигурира и Хопман Къп, но точките спечелени от него не фигурират в Световния Тур.

## График
Списък на всички турнири от ATP Световен Тур за сезон 2013.
Легенда
| Голям шлем         |
| Тенис Мастърс Къп  |
| Мастърс 1000       |
| Серии 500          |
| Серии 250          |
| Отборни състезания |

### Януари
| Дата                | Турнир                                             | Шампиони                                                | Финалисти                       | Полуфиналисти                     | Четвъртфиналисти                                           |
| ------------------- | -------------------------------------------------- | ------------------------------------------------------- | ------------------------------- | --------------------------------- | ---------------------------------------------------------- |
| 31 декември         | Хопман Къп Пърт, Австралия                         | Испания 2 – 1                                           | Сърбия                          | Група А Австралия Италия Германия | Група В САЩ ЮАР Франция                                    |
| 31 декември         | Бризбейн Интернешънъл Бризбейн, Австралия          | Анди Мъри 7 – 6(7 – 0), 6 – 4                           | Григор Димитров                 | Кей Нишикори Маркос Багдатис      | Денис Истомин Александър Долгополов Жил Симон Юрген Мелцер |
| 31 декември         | Бризбейн Интернешънъл Бризбейн, Австралия          | Марсело Мело Томи Робредо 4 – 6, 6 – 1, [10 – 5]        | Ерик Буторак Пол Ханли          | Кей Нишикори Маркос Багдатис      | Денис Истомин Александър Долгополов Жил Симон Юрген Мелцер |
| 31 декември         | Ченай Оупън Ченай, Индия                           | Янко Типсаревич 3 – 6, 6 – 1, 6 – 3                     | Роберто Баутиста Агут           | Беноа Пеър Аляж Бедене            | Томаш Бердих Марин Чилич Станислас Вавринка Го Соеда       |
| 31 декември         | Ченай Оупън Ченай, Индия                           | Беноа Пеър Станислас Вавринка 6 – 2, 6 – 1              | Андре Бегеман Мартин Емрих      | Беноа Пеър Аляж Бедене            | Томаш Бердих Марин Чилич Станислас Вавринка Го Соеда       |
| 31 декември         | Катар Оупън Доха, Катар                            | Ришар Гаске 3 – 6, 7 – 6(7 – 4), 6 – 3                  | Николай Давиденко               | Давид Ферер Даниел Брандс         | Паоло Лоренци Симоне Болели Гаел Монфис Лукаш Лацко        |
| 31 декември         | Катар Оупън Доха, Катар                            | Кристофър Кас Филип Колшрайбер 7 – 5, 6 – 4             | Юлиан Кновле Филип Полашек      | Давид Ферер Даниел Брандс         | Паоло Лоренци Симоне Болели Гаел Монфис Лукаш Лацко        |
| 7 януари            | Апия Интернешънъл Сидни Сидни, Австралия           | Бърнард Томич 6 – 3, 6 – 7(2 – 7), 6 – 3                | Кевин Андерсън                  | Жюлиен Бенето Андреас Сепи        | Райън Харисън Денис Истомин Марсел Гранолерс Ярко Ниеминен |
| 7 януари            | Апия Интернешънъл Сидни Сидни, Австралия           | Боб Брайън Майк Брайън 6 – 4, 6 – 4                     | Макс Мирни Хория Текау          | Жюлиен Бенето Андреас Сепи        | Райън Харисън Денис Истомин Марсел Гранолерс Ярко Ниеминен |
| 7 януари            | Хайнекен Оупън Окланд, Нова Зеландия               | Давид Ферер 7 – 6(7 – 5), 6 – 1                         | Филип Колшрайбер                | Гаел Монфис Сам Куери             | Лукаш Лацко Томи Хаас Джеси Левин Ксавие Малис             |
| 7 януари            | Хайнекен Оупън Окланд, Нова Зеландия               | Колин Флеминг Бруно Соарес 7 – 6(7 – 1), 7 – 6(7 – 2)   | Йохан Брунщрьом Фредерик Нилсен | Гаел Монфис Сам Куери             | Лукаш Лацко Томи Хаас Джеси Левин Ксавие Малис             |
| 14 януари 21 януари | Открито първенство на Австралия Мелбърн, Австралия | Новак Джокович 6 – 7(2 – 7), 7 – 6(7 – 3), 6 – 3, 6 – 2 | Анди Мъри                       | Давид Ферер Роджър Федерер        | Томаш Бердих Николас Алмагро Жереми Шарди Жо-Вилфрид Цонга |
| 14 януари 21 януари | Открито първенство на Австралия Мелбърн, Австралия | Боб Брайън Майк Брайън 6 – 3, 6 – 4                     | Робин Хаас Игор Сийслинг        | Давид Ферер Роджър Федерер        | Томаш Бердих Николас Алмагро Жереми Шарди Жо-Вилфрид Цонга |
| 14 януари 21 януари | Открито първенство на Австралия Мелбърн, Австралия | Ярмила Гайдошова Матю Ебдън 6 – 3, 7 – 5                | Луцие Храдецка Франтишек Чермак | Давид Ферер Роджър Федерер        | Томаш Бердих Николас Алмагро Жереми Шарди Жо-Вилфрид Цонга |

### Февруари
| Дата        | Турнир                                                      | Шампиони                                                  | Финалисти                               | Полуфиналисти                        | Четвъртфиналисти                                                     |
| ----------- | ----------------------------------------------------------- | --------------------------------------------------------- | --------------------------------------- | ------------------------------------ | -------------------------------------------------------------------- |
| 4 февруари  | Оупън Суд де Франс Монпелие, Франция                        | Ришар Гаске 6 – 2, 6 – 3                                  | Беноа Пеър                              | Ярко Ниеминен Микаел Льодра          | Сергий Стаховски Жюлиен Бенето Жил Симон Ян Хажек                    |
| 4 февруари  | Оупън Суд де Франс Монпелие, Франция                        | Марк Гикел Микаел Льодра 6 – 3, 3 – 6, [11 – 9]           | Йохан Брюнщрьом Равен Клаасен           | Ярко Ниеминен Микаел Льодра          | Сергий Стаховски Жюлиен Бенето Жил Симон Ян Хажек                    |
| 4 февруари  | ПБЗ Загреб Индоорс Загреб, Хърватия                         | Марин Чилич 6 – 3, 6 – 1                                  | Юрген Мелцер                            | Михаил Южни Робин Хаас               | Блаж Кавчич Иван Додиг Лукаш Росол Филип Пецшнер                     |
| 4 февруари  | ПБЗ Загреб Индоорс Загреб, Хърватия                         | Юлиан Кновле Филип Полашек 6 – 3, 6 – 3                   | Иван Додиг Мате Павич                   | Михаил Южни Робин Хаас               | Блаж Кавчич Иван Додиг Лукаш Росол Филип Пецшнер                     |
| 4 февруари  | ВТР Оупън Виня дел Мар, Чили                                | Орасио Себайос 6 – 7(2 – 7), 7 – 6(8 – 6), 6 – 4          | Рафаел Надал                            | Жереми Шарди Карлос Берлок           | Даниел Химено-Травер Паоло Лоренци Алберт Рамос Гилом Руфин          |
| 4 февруари  | ВТР Оупън Виня дел Мар, Чили                                | Паоло Лоренци Потито Стараче 6 – 2, 6 – 4                 | Хуан Монако Рафаел Надал                | Жереми Шарди Карлос Берлок           | Даниел Химено-Травер Паоло Лоренци Алберт Рамос Гилом Руфин          |
| 11 февруари | Тенис турнир в Ротердам Ротердам, Холандия                  | Хуан Мартин дел Потро 7 – 6(7 – 2), 6 – 3                 | Жюлиен Бенето                           | Жил Симон Григор Димитров            | Роджър Федерер Мартин Клижан Маркос Багдатис Ярко Ниеминен           |
| 11 февруари | Тенис турнир в Ротердам Ротердам, Холандия                  | Роберт Линдщедт Ненад Зимонич 5 – 7, 6 – 3, [10 – 8]      | Тимо де Бакер Джеси Хута Галунг         | Жил Симон Григор Димитров            | Роджър Федерер Мартин Клижан Маркос Багдатис Ярко Ниеминен           |
| 11 февруари | САП Оупън Сан Хосе, САЩ                                     | Милош Раонич 6 – 4, 6 – 3                                 | Томи Хаас                               | Сам Куери Джон Иснър                 | Денис Истомин Алехандро Фала Стив Джонсън Ксавие Малис               |
| 11 февруари | САП Оупън Сан Хосе, САЩ                                     | Ксавие Малис Франк Мозер 6 – 0, 6 – 7(5 – 7), [10 – 4]    | Лейтън Хюит Маринко Матошевич           | Сам Куери Джон Иснър                 | Денис Истомин Алехандро Фала Стив Джонсън Ксавие Малис               |
| 11 февруари | Брасил Оупън Сао Пауло, Бразилия                            | Рафаел Надал 6 – 2, 6 – 3                                 | Давид Налбандиан                        | Мартин Алунд Симоне Болели           | Карлос Берлок Филипо Воландри Алберт Монтаньес Николас Алмагро       |
| 11 февруари | Брасил Оупън Сао Пауло, Бразилия                            | Александър Пея Бруно Соарес 6 – 7(5 – 7), 6 – 2, [10 – 7] | Франтишек Чермак Микал Мертиняк         | Мартин Алунд Симоне Болели           | Карлос Берлок Филипо Воландри Алберт Монтаньес Николас Алмагро       |
| 18 февруари | Ю Ес Нешънъл Индор Тенис Чемпиъншипс Мемфис, САЩ            | Кей Нишикори 6 – 2, 6 – 3                                 | Фелисиано Лопес                         | Маринко Матошевич Денис Истомин      | Марин Чилич Александър Долгополов Майкъл Ръсел Джак Сок              |
| 18 февруари | Ю Ес Нешънъл Индор Тенис Чемпиъншипс Мемфис, САЩ            | Боб Брайън Майк Брайън 6 – 1, 6 – 2                       | Джеймс Блейк Джак Сок                   | Маринко Матошевич Денис Истомин      | Марин Чилич Александър Долгополов Майкъл Ръсел Джак Сок              |
| 18 февруари | Оупън 13 Марсилия, Франция                                  | Жо-Вилфрид Цонга 3 – 6, 7 – 6(8 – 6), 6 – 4               | Томаш Бердих                            | Дмитри Турсунов Жил Симон            | Иржи Янович Жил Мюлер Бърнард Томич Хуан Мартин дел Потро            |
| 18 февруари | Оупън 13 Марсилия, Франция                                  | Рохан Бопана Колин Флеминг 6 – 4, 7 – 6(7 – 3)            | Айсам-ул-Хак Куреши Джийн-Джулиен Рожер | Дмитри Турсунов Жил Симон            | Иржи Янович Жил Мюлер Бърнард Томич Хуан Мартин дел Потро            |
| 18 февруари | Копа Кларо Буенос Айрес, Аржентина                          | Давид Ферер 6 – 4, 3 – 6, 6 – 1                           | Станислас Вавринка                      | Томи Робредо Николас Алмагро         | Фабио Фонини Жулиан Райстер Алберт Рамос Федерико Делбонис           |
| 18 февруари | Копа Кларо Буенос Айрес, Аржентина                          | Симоне Болели Фабио Фонини 6 – 3, 6 – 2                   | Никълъс Монро Симон Щадлер              | Томи Робредо Николас Алмагро         | Фабио Фонини Жулиан Райстер Алберт Рамос Федерико Делбонис           |
| 25 февруари | Дубай Тенис Чемпиъншипс Дубай, ОАЕ                          | Новак Джокович 7 – 5, 6 – 3                               | Томаш Бердих                            | Хуан Мартин дел Потро Роджър Федерер | Андреас Сепи Даниел Брандс Дмитри Турсунов Николай Давиденко         |
| 25 февруари | Дубай Тенис Чемпиъншипс Дубай, ОАЕ                          | Махеш Бупати Микаел Льодра 7 – 6(8 – 6), 7 – 6(8 – 6)     | Роберт Линдщедт Ненад Зимонич           | Хуан Мартин дел Потро Роджър Федерер | Андреас Сепи Даниел Брандс Дмитри Турсунов Николай Давиденко         |
| 25 февруари | Абиерто Мехикано Телсел Акапулко, Мексико                   | Рафаел Надал 6 – 0, 6 – 2                                 | Давид Ферер                             | Фабио Фонини Николас Алмагро         | Паоло Лоренци Сантиаго Хиралдо Орасио Себайос Леонардо Майер         |
| 25 февруари | Абиерто Мехикано Телсел Акапулко, Мексико                   | Лукаш Кубот Давид Мареро 7 – 5, 6 – 2                     | Симоне Болели Фабио Фонини              | Фабио Фонини Николас Алмагро         | Паоло Лоренци Сантиаго Хиралдо Орасио Себайос Леонардо Майер         |
| 25 февруари | Делрей Бийч Интернешънал Тенис Чемпиъншипс Делрей Бийч, САЩ | Ернестс Гулбис 7 – 6(7 – 3), 6 – 3                        | Едуар Роже-Васелин                      | Джон Иснър Томи Хаас                 | Кевин Андерсън Ричардас Беранкис Даниел Муньоз де ла Нава Иван Додиг |
| 25 февруари | Делрей Бийч Интернешънал Тенис Чемпиъншипс Делрей Бийч, САЩ | Джеймс Блейк Джак Сок 6 – 4, 6 – 4                        | Макс Мирни Хория Текау                  | Джон Иснър Томи Хаас                 | Кевин Андерсън Ричардас Беранкис Даниел Муньоз де ла Нава Иван Додиг |